# Ehrenbergøya
Ehrenbergøya est une petite île du Svalbard dans le Détroit d'Hinlopen. Elle fait partie de l'archipel des Bastianøyane.
L'île a une forme de goutte d'eau. Les îles les plus proches sont celles de Langeøya, située 500 m au sud et Wilhelmøya, située 7 km à l'ouest. 
L'île a été découverte en 1867 par Nils Fredrik Rønnbeck, un explorateur polaire suédo-norvégien, le premier à réussir à faire le tour du Spitzberg en bateau.
L'île a été nommée lors de la première expédition polaire allemande en 1868. L'île doit son nom à Christian Gottfried Ehrenberg, un zoologue allemand.
La faune de l'île se résume principalement aux ours polaires.